# Bättwil
Bättwil est une commune suisse du canton de Soleure, située dans le district de Dorneck.